# 53817 Gertrudebacon
53817 Gertrudebacon è un asteroide della fascia principale. Scoperto nel 2000, presenta un'orbita caratterizzata da un semiasse maggiore pari a 2,7770745 au e da un'eccentricità di 0,1731314, inclinata di 17,77309° rispetto all'eclittica.